# Lista siturilor arheologice din județul Prahova - U
Lista siturilor arheologice din județul Prahova - U conține toate siturile arheologice din județul Prahova înscrise în Repertoriul Arheologic Național (RAN) și aflate în localități al căror nume începe cu litera U. RAN este administrat de Ministerul Culturii și Patrimoniului Național și cuprinde date științifice, cartografice, topografice, imagini și planuri, precum și orice alte informații privitoare la zonele cu potențial arheologic, studiate sau nu, încă existente sau dispărute.
Puteți căuta un sit din localitățile care încep cu litera U folosind formularul de mai jos sau puteți naviga prin toate siturile din județ la Lista siturilor arheologice din județul Prahova.
| Cod RAN                                 | Denumire | Localitate  | Adresă                                    | Datare                       | Descoperit | Coordonate                                    | Imagine           | Erori            |
| --------------------------------------- | --- | ----------- | ----------------------------------------- | ---------------------------- | ---------- | --------------------------------------------- | ----------------- | ---------------- |
| 131639.01.03                            | Situl arheologic de la Urlați-La Câmp / ansamblu anonim (Categorie: locuire civilă) (Tip: Așezare)                                | oraș Urlați | La Câmp                                   | Gumelnița                    | 2000       | 44°59′04″N 26°13′41″E / 44.98444°N 26.22806°E | Încărcați imagine | Raportați eroare |
| 131639.01.05                            | Situl arheologic de la Urlați-La Câmp / ansamblu anonim (Categorie: locuire civilă) (Tip: Așezare)                                | oraș Urlați | La Câmp                                   | geto-dacică                  | 2000       | 44°59′04″N 26°13′41″E / 44.98444°N 26.22806°E | Încărcați imagine | Raportați eroare |
| 131639.01.01                            | Situl arheologic de la Urlați-La Câmp / ansamblu anonim (Categorie: locuire civilă) (Tip: Așezare)                                | oraș Urlați | La Câmp                                   |                              | 2000       | 44°59′04″N 26°13′41″E / 44.98444°N 26.22806°E | Încărcați imagine | Raportați eroare |
| 131639.01.02                            | Situl arheologic de la Urlați-La Câmp / ansamblu anonim (Categorie: locuire civilă) (Tip: Așezare)                                | oraș Urlați | La Câmp                                   |                              | 2000       | 44°59′04″N 26°13′41″E / 44.98444°N 26.22806°E | Încărcați imagine | Raportați eroare |
| 131639.01.04                            | Situl arheologic de la Urlați-La Câmp / ansamblu anonim (Categorie: locuire civilă) (Tip: Așezare)                                | oraș Urlați | La Câmp                                   |                              | 2000       | 44°59′04″N 26°13′41″E / 44.98444°N 26.22806°E | Încărcați imagine | Raportați eroare |
| 131639.01.06                            | Situl arheologic de la Urlați-La Câmp / ansamblu anonim (Categorie: locuire civilă) (Tip: Așezare)                                | oraș Urlați | La Câmp                                   |                              | 2000       | 44°59′04″N 26°13′41″E / 44.98444°N 26.22806°E | Încărcați imagine | Raportați eroare |
| 131639.02.01 (Cod LMI: PH-II-m-A-16804) | Biserica "Sf. Voievozi" de la Urlați / ansamblu Biserica "Sf. Voievozi" (Categorie: structură de cult/religioasă) (Tip: Biserică) | oraș Urlați | str. Nuferilor 28                         | 1759 - 1761                  |            | 44°59′14″N 26°13′44″E / 44.98722°N 26.22889°E | Încărcați imagine | Raportați eroare |
| 131639.03.01                            | Situl arheologic de la Urlați - La CAP / ansamblu anonim (Categorie: locuire) (Tip: așezare)                                      | oraș Urlați | La CAP                                    | Tei                          | 2002       | 44°59′09″N 26°14′17″E / 44.98583°N 26.23806°E | Încărcați imagine | Raportați eroare |
| 131639.03.02                            | Situl arheologic de la Urlați - La CAP / ansamblu anonim (Categorie: locuire) (Tip: așezare)                                      | oraș Urlați | La CAP                                    | sec. II - III d.Ch.          | 2002       | 44°59′09″N 26°14′17″E / 44.98583°N 26.23806°E | Încărcați imagine | Raportați eroare |
| 131639.03.03                            | Situl arheologic de la Urlați - La CAP / ansamblu anonim (Categorie: locuire) (Tip: așezare)                                      | oraș Urlați | La CAP                                    |                              | 2002       | 44°59′09″N 26°14′17″E / 44.98583°N 26.23806°E | Încărcați imagine | Raportați eroare |
| 131639.04.01                            | Așezarea getică de la Urlați - La ferma zootehnică / ansamblu anonim (Categorie: locuire) (Tip: așezare)                          | oraș Urlați | La ferma zootehnică                       | Latene sec. I î.Ch-II p. Ch. | 2002       | 44°58′50″N 26°14′51″E / 44.98056°N 26.2475°E  | Încărcați imagine | Raportați eroare |
| 131639.05.01                            | Așezarea Dridu de la Urlați - La Mimi Oblu / ansamblu anonim (Categorie: locuire) (Tip: așezare)                                  | oraș Urlați | str. Crinului, nr. 13, punct La Mimi Oblu | Dridu sec. VIII - X          | 2002       | 44°59′26″N 26°14′01″E / 44.99055°N 26.23361°E | Încărcați imagine | Raportați eroare |
| 131639.06.01                            | Situl arheologic de la Urlați - La Frâncu / ansamblu anonim (Categorie: locuire) (Tip: așezare)                                   | oraș Urlați | La Frâncu                                 | Monteoru                     | 2002       | 44°58′41″N 26°13′34″E / 44.97805°N 26.22611°E | Încărcați imagine | Raportați eroare |
| 131639.06.02                            | Situl arheologic de la Urlați - La Frâncu / ansamblu anonim (Categorie: locuire) (Tip: așezare)                                   | oraș Urlați | La Frâncu                                 |                              | 2002       | 44°58′41″N 26°13′34″E / 44.97805°N 26.22611°E | Încărcați imagine | Raportați eroare |
| 131639.06.03                            | Situl arheologic de la Urlați - La Frâncu / ansamblu anonim (Categorie: locuire) (Tip: așezare)                                   | oraș Urlați | La Frâncu                                 | sec. II - III d.Hr.          | 2002       | 44°58′41″N 26°13′34″E / 44.97805°N 26.22611°E | Încărcați imagine | Raportați eroare |
| 131639.07.01                            | Așezarea Latene de la Urlați - La Frâncu / ansamblu anonim (Categorie: locuire) (Tip: așezare)                                    | oraș Urlați | La Frâncu                                 | Latene                       | 2004       | 44°58′45″N 26°13′30″E / 44.97917°N 26.225°E   | Încărcați imagine | Raportați eroare |
| 131639.08.01                            | Așezarea din epoca bronzului de la Urlați - La Stână / ansamblu anonim (Categorie: locuire) (Tip: așezare)                        | oraș Urlați | La Stână                                  |                              | 2003       | 44°58′47″N 26°13′27″E / 44.97972°N 26.22417°E | Încărcați imagine | Raportați eroare |
| 131639.09.01                            | Așezarea Latene de la Urlați - La Plopi / ansamblu anonim (Categorie: locuire) (Tip: așezare)                                     | oraș Urlați | La Plopi                                  | sec. II î.Hr. - I d.Hr.      | 2003       | 44°58′49″N 26°13′27″E / 44.98028°N 26.22417°E | Încărcați imagine | Raportați eroare |
| 131639.10.01                            | Așezarea din epoca bronzului timpuriu de la Urlați - La Săpunari / ansamblu anonim (Categorie: locuire) (Tip: așezare)            | oraș Urlați | La Săpunari                               |                              | 2003       | 44°58′51″N 26°13′28″E / 44.98083°N 26.22445°E | Încărcați imagine | Raportați eroare |
| 131639.11.01                            | Necropola medievala de la Urlați - La Biserică / ansamblu anonim (Categorie: des) (Tip: Necropolă)                                | oraș Urlați | La Biserică                               |                              | 1990       | 44°59′29″N 25°14′01″E / 44.99139°N 25.23361°E | Încărcați imagine | Raportați eroare |